# Алис Бродуей
Алис Бродуей (на английски: Alice Broadway) е английска писателка на произведения в жанра фентъзи.

## Биография и творчество
Алис Бродуей е родена през 1980 г. в Тейм, Оксфордшър, Англия, в евангелско семейство. Следва теология в университета на Честър. След завършване на образованието си се омъжва и живее в евангелска общност в малък град близо до Престън, където съпругът ѝ работи към църквата. През 2014 г. заедно със семейството си напускат църквата заради търсене на по-свободен от догмите ѝ живот. Започва да пише като участник в инициативата Национален месец за писане на романи (NaNoWriMo).
Дебютният ѝ роман „Мастило“ от едноименната поредица е издаден през 2017 г. Той е вдъхновен от отношението към смъртта и култа към мъртвите в египетската култура, академични изследвания за татуировките и личния ѝ опит в религиозните среди. Историята се развива в свят, в който животът на всеки герой е изписан върху кожата му, като хората добавят татуировки, за да отбележат важни събития: бракове, раждания, нова работа или дори любовна афера, а след смъртта им кожата на достойните се запазва в специални книги в дома им. Когато бащата на Леора умира, а татуировките му ще бъдат превърнати в Книга за кожата, тя разбира, че мастилото му е редактирано и решава да открие всичко за него в обществото на Бледите и Белязаните. Романът става бестселър и я прави известна.
Алис Бродуей живее със семейството си в Ланкашър.

## Произведения

### Поредица „Мастило“ (Ink)
1. Ink (2017)[1][2]
Мастило, изд. „Дуо Дизайн“ (2018), прев. Ина Сиракова
2. Spark (2018)
Искра, изд. „Дуо Дизайн“ (2019), прев. Ина Сиракова
3. Scar (2019)
Белег, изд. „Дуо Дизайн“ (2020), прев. Ина Сиракова